# Mary Harald
Marie Latronce dite Mary Harald, née le 1er janvier 1890 à Hòng Chông, canton de Binh Tri, arrondissement de Hà Tiên en Indochine française (actuel Viêtnam) et morte le 23 janvier 1959 à Cannes, est une actrice française du cinéma muet.

## Biographie
Née d'une relation de Martial Latronce, garde forestier en Annam, avec Tran Thi Minh sur laquelle on ne possède que très peu de renseignements, Marie Latronce prend le nom de Mary Harald pendant la première guerre mondiale lorsqu'elle obtient son premier rôle au cinéma dans un court-métrage de Gaston Ravel sorti en septembre 1917.   
Sa carrière cinématographique prend fin sept ans plus tard après la sortie de son dernier film Les Amours de Rocambole en novembre 1924. Après avoir habité au 11 bis, rue Pigalle dans les années 1920,, on la retrouve dans la décennie suivante au 45 bis rue des Acacias dans le 17e arrondissement de Paris. On ignore ce qu'elle est devenue après une dernière inscription dans l'annuaire Le Tout-Cinéma de la saison 1938-1939.
Décédée 20 ans plus tard à l'hôpital de Cannes à l'âge de 69 ans, Mary Harald était divorcée depuis juillet 1914 de Lucien Huisman, un négociant qu'elle avait épousé à Hanoï en août 1908 trois ans avant leur installation à Paris dans le 10e arrondissement. Victime des lois anti-juives du gouvernement de Vichy, Lucien Huisman sera arrêté à Nice en mars 1944 et déporté depuis le camp de Drancy par le convoi n° 71 du 13 avril 1944 vers le camp de concentration d'Auschwitz où il mourra le 18 avril suivant. Son nom figure sur le Mur des noms du Mémorial de la Shoah à Paris (dalle n° 19, colonne n° 6, rangée n° 3).

## Filmographie
- 1917 : Du rire aux larmes, court-métrage (790 m) de Gaston Ravel[15]
- 1918 : Vendémiaire, film en 2 parties et 4 épisodes de Louis Feuillade : Sara la Bohémienne[16]
- 1918 : Tih Minh, film en 12 épisodes de Louis Feuillade : Tih Minh[17]
- 1918 : Ce bon La Fontaine, court-métrage (415 m) de Gaston Ravel
- 1920 : Li-Hang le cruel, film en 6 parties d'Édouard-Émile Violet : Li Niu[18]
- 1920 : Mecktoub ! / C'était écrit ![19],[20], film en 4 parties de Joseph Pinchon[21], scénario d'Edmond Doutté : Saadia[22]
- 1920 : Les Mains flétries, comédie dramatique en 5 actes d'Édouard-Émile Violet d'après la nouvelle de Claude Farrère[23] : Madame de Romans[24]
- 1923 : Taô / Le Fantôme noir[25], film en 10 épisodes de Gaston Ravel, d'après le roman d'Arnould Galopin : Soun[26]
- 1923 : L'Autre Aile, film (1.984 m) d'Henri Andréani, d'après le roman de Ricciotto Canudo : Diane de Kenn[27]
- 1924 : Les Amours de Rocambole, film en 5 parties de Charles Maudru, d'après l'oeuvre de Ponson du Terrail : Daï Natha[28]

## Critique
- Louis Delluc, à propos de son rôle dans Tih Minh : « Mlle Mary Harald est particulièrement juste dans les scènes de stupeur absente qu'elle interprète dans l'épisode actuel. Elle est habillée d'une façon très heureusement photogénique. On voudrait la voir dans un vrai film... » (Paris-Midi, 5 mars 1919[29]).
- Toujours à propos de son rôle dans Tih Minh : « Mlle Mary Harald, qui est si justement douée pour l'expression sobre et l'émotion, est condamnée à répéter tout le long du film la même scène et les mêmes gestes. La seule attraction que lui réserve le 10e épisode est de montrer ses jambes pendant une chute à flanc de montagne. On pouvait lui demander autre chose » (Paris-Midi, 13 avril 1919[30]).
- Louis Delluc, à propos de son rôle dans Li-Hang le cruel : « [...] Mary Harald, voilà une interprète française du cinéma qui a tout pour s'imposer au cinéma et y rester parmi les trois ou quatre du premier rang [...] » (Paris-Midi, 25 septembre 1920[31]).